# Norman Morrice
Norman Alexander Morrice (Agua Dulce, 10 settembre 1931 – Londra, 11 gennaio 2008) è stato un ballerino, coreografo e direttore artistico britannico con cittadinanza messicana.
Autore di oltre una ventina di balletti, fu direttore artistico delle due compagnie di danza più importanti del Regno Unito: il Ballet Rambert dal 1966 al 1974 e il Royal Ballet dal 1977 al 1986.

## Biografia
Norman Morrice nacque ad Agua Dulce, figlio di un ingegnere britannico. Durante l'adolescenza studiò danza con Marie Rambert, che nel 1952 lo scritturò nella sua compagnia. Dal 1958 iniziò a coreografare balletti originali, in cui tentò di catturare istanti di vita quotidiana immortalandoli nella danza.
Dopo aver studiato per un anno con Martha Graham, nel 1964 fece il suo esordio come coreografo al Teatro Sadler's Wells e nel 1966 divenne co-direttore artistico del Ballet Rambert accanto a Marie; dal 1970 al 1974 fu l'unico direttore artistico della compagnia, che lasciò per perseguire la carriera da freelance. Dal 1977 al 1986 fu direttore artistico del Royal Ballet: durante questi anni Morrice favorì la formazione e l'ascesa di una nuova generazione di coreografi, tra cui Ashley Page, Michael Corder e Richard Alston.
Dopo il ritiro nel 1986, Anthony Dowell gli successe come direttore artistico del Royal Ballet, mentre Morrice divenne direttore della Royal Ballet School, dove aiutò a formare coreografi come Christopher Wheeldon, Christopher Hampson, Cathy Marston e David Dawson.
Morì nel 2008 all'età di settantasei anni a causa della broncopneumopatia cronica ostruttiva di cui soffriva da tempo.

## Coreografie originali
- Two Brothers (1958)
- Hazaña (1959)
- A Place in the Desert (1961)
- Conflicts (1962)
- The Travellers (1963)
- Cul de Sac (1964)
- The Realms of Choice (1965)
- The Tribute (1965)
- Hazard (1967)
- 1-2-3 (1968)
- Them and Us (1968)
- Blind-Sight (1969)
- Pastorale Variée (1969)
- The Empty Suit (1970)
- Solo (1971)
- That is the Show (1971)
- Ladies Ladies! (1972)
- Isolde (1973)
- Spindrift (1974)
- The sea whisper'd me (1976)
- Smiling Immortal (1977)